# James Hudson
Sir James Hudson GCB (* um 1810 in Bessingby; † 20. September 1885) war ein britischer Diplomat. Er ist bekannt für seine Zeit als britischer Botschafter in Turin zwischen 1852 und 1863 und galt als italophil und starker Befürworter der italienischen Einigung sowie als Sammler italienischer Kunst.

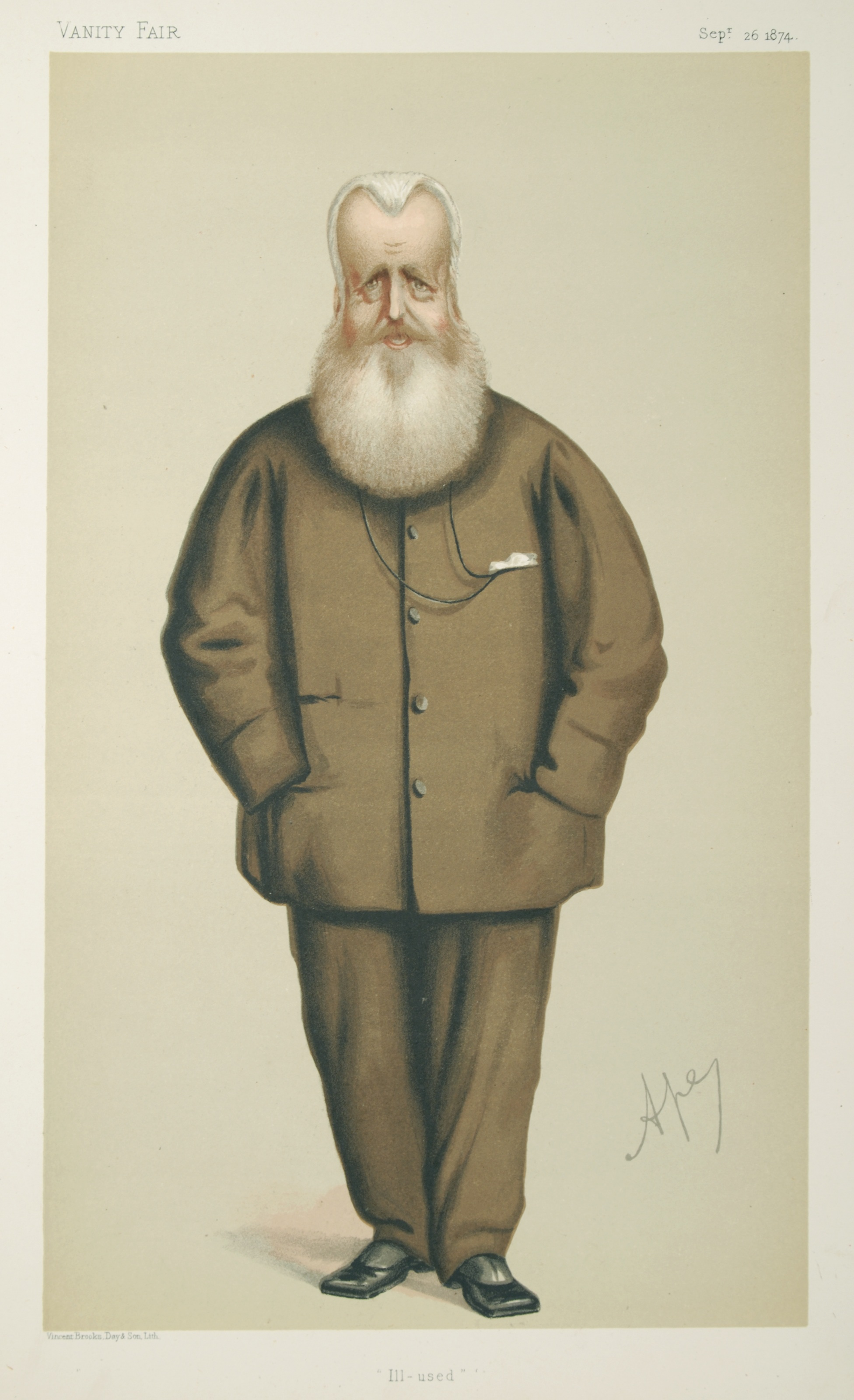
Sir James Hudson in Vanity Fair; Karikatur von 1874

## Frühes Leben
Hudson wurde in Bessingby im East Riding of Yorkshire, England, als achter Sohn von Harrington Hudson of Bessingby Hall und seiner Frau Lady Anne Townshend, Tochter von George Townshend, 1. Marquess Townshend, geboren. Er erhielt seine Ausbildung an der Rugby School (1823–1825) und an der Westminster School (1825–1826). In seiner Jugend wurde er für drei Jahre nach Italien geschickt, wohin er im Rahmen einer Europareise Ende der 1820er Jahre zurückkehrte.

## Hof und diplomatischer Dienst

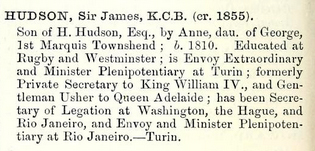
Sir James Hudson GCB biografische Anmerkung in The county families of the United Kingdom; or, Royal manual of the titled and untitled aristocracy of Great Britain and Ireland, 1860

Hudson trat zunächst als Pagenjunge von Georg III. in den Königlicher Hof ein. 1830 wurde er Sekretär des Lord Chamberlain und zwischen 1831 und 1837 Kammerdiener von Königin Adelaide, der Gemahlin von William IV. Zwischen 1830 und 1837 war er Sekretär von Sir Herbert Taylor (britischer Armeeoffizier), dem Privatsekretär von Wilhelm IV. Bei der Thronbesteigung von Victoria verließ er zusammen mit anderen Beamten des Hofes von Wilhelm IV. das Schloss Windsor.
Foreign Secretary Lord Palmerston ernannte Hudson zum Sekretär der britischen Gesandtschaften in den folgenden Jahren: Washington (1838), Den Haag (1845) und Rio de Janeiro, wo er 1850 Außerordentlicher Gesandter und Bevollmächtigter Minister wurde. Er wurde in das Großherzogtum Toskana und 1852 nach Turin entsandt.

## Italien
Hudson kehrte nach Italien zurück, als er von der Koalitionsregierung 1852–1855 in die britische Gesandtschaft im Piemont berufen wurde, um die repräsentative Demokratie zu fördern.
Er entwickelte eine enge Beziehung zu Camillo Cavour, dem Ministerpräsidenten von Piemont-Sardinien, dem späteren ersten Ministerpräsidenten des vereinigten Italiens, und anderen führenden italienischen Liberalen wie Giuseppe Massari, Marco Minghetti, Bettino Ricasoli, Giovanni Morelli und Giuseppe Verdi, was James Harris, 3. Earl of Malmesbury (Lord Malmesbury), Außenminister der Konservativen Regierung 1858–1859, veranlasste, Hudson als „italienischer als die Italiener selbst“ zu bezeichnen, und Victoria, ihren Unmut über seine Nähe zur italienischen liberalen Sache zu äußern. Hudsons enge Verbindung zu italienischen Patrioten wurde als zu parteiisch für einen Mann in seiner Position angesehen, doch Malmesbury verstand Hudsons Zögern, mässigend auf den sich anbahnenden Sardinischen Krieg zwischen dem Kaisertum Österreich auf der einen und Sardinien-Piemont und dem französischen Kaiserreich auf der anderen Seite einzuwirken, der die Einigung Italien befördern könnte. Laut Henry Wellesley, 1. Earl Cowley (Lord Cowley), britischer Botschafter in Paris, ging Cavour noch weiter: Er hielt Hudson für einen größeren Revolutionär als alle anderen Italiener, hatte die sardische Regierung zum Handeln ermutigt und dessen Haus war der Treffpunkt für unzufriedene Liberale. Die Times kommentierte, dass er zwar im Einklang mit den Wünschen des englischen Volkes gehandelt, aber die Anweisungen von zwei aufeinander folgenden Regierungen missachtet habe.
Hudson war ein Sammler von italienischer Kunst. Sein Interesse an der Malerei förderte die Freundschaft mit Massimo d’Azeglio, Ministerpräsident von Piemont, und Giovanni Morelli, die in der britischen Gesandtschaft bewirtet wurden. Hudsons gemeinsame Freunde, der Kunsthistoriker und Diplomat Austen Layard und der in Florenz lebende englische Künstler William Blundell Spence, waren ebenfalls zu Gast, und alle könnten seit langem befreundet gewesen sein, denn Layard und Spence waren während Hudsons Besuch 1829 gemeinsam in Florenz zur Schule gegangen. Die erste Erwähnung von Hudsons Sammlung in der Gesandtschaft erfolgte 1856 durch einen Vertreter der National Gallery, der das Porträt eines jungen Ritters von Moretto da Brescia erwähnte, das er bei einer Besichtigung aller Gemälde der Gesandtschaft durch Sir Charles Eastlake, den Direktor der National Gallery, wiedersah. Der Moretto wurde 1857 für die Galerie erworben. Im selben Jahr beschrieb die Frau des Sekretärs des Preußen-Ministers in Turin, die von dem Reichtum von Hudsons Haus gehört hatte, die Gesandtschaft; sie verglich sie positiv mit anderen Turiner Gesandtschaften und erwähnte „schöne Dinge“ und Hudsons Hingabe an Gemälde. Am Ende seiner Amtszeit verkaufte Hudson die Kunstwerke der Gesandtschaft, schenkte aber eine Tizian-Kopie, die Poussin zugeschrieben wurde, an Verdi, und einen Jacopo de’ Barbari an Layard.

## Späteres Leben
1863 bot ihm der damalige Außenminister, Lord John Russell, den Botschafterposten in Konstantinopel an, den er ablehnte, da er Italien nicht verlassen wollte. Er entschied sich für den Ruhestand, den er vor allem in Italien verbrachte.
Dort verfolgte er verschiedene Geschäftsinteressen, darunter Eisenbahnprojekte, und wurde Direktor der Anglo-Italienischen Bank sowie Direktor der Italienischen Gesellschaft für Land und öffentliche Arbeiten, die die Mailänder Galleria Vittorio Emanuele II und andere öffentliche Bauwerke in Florenz finanzierte. 1864 zog er von Turin in eine Villa in der Toskana in der Nähe von Pistoia, um in der Nähe der neuen italienischen Hauptstadt Florenz zu sein, und blieb hier bis zu seinem Tod. Er starb am 20. September 1885 in Straßburg, wohin er wegen einer Operation gereist war, und wurde in Florenz begraben.
Während seiner diplomatischen Laufbahn wurde er mit dem Order of the Bath ausgezeichnet, als Companion (CB, 1851), Knight Commander (KCB, 1855) und Knight Grand Cross (GCB, 1863).